# Петар Зец
Петар Зец (Сремска Митровица, 3. мај 1950) српски је режисер, театролог, сценариста, књижевник и универзитетски професор.

## Биографија
Рођен је у Сремској Митровици 1950. У Бањој Луци је похађао основну школу и Бањолучку гимназију, а матурирао у Сремској Митровици. На Филолошком факултету у Београду дипломирао је на групи за југословенску и светску књижевност 1976. На Факултету драмских уметности у Београду дипломирао је позоришну, радио и ТВ режију 1977. године. На Филолошком факултету у Београду завршио је постдипломске студије 1986. године одбранивши магистарску тезу Омерпаша Латас као роман и као могућност позоришне и телевизијске адаптације. На истом факултету, 1994. године, одбранио је докторску дисертацију Драмско у делу Иве Андрића.
Оснивач је и саоснивач више београдских позоришних сцена од којих Позориште двориште (од 1976. до 1987. године) представља јединствену уметничку појава у српском театру.
Петар Зец је предавао глуму, историју светског и српског позоришта и драме, историју филма, филмску естетику и теорију филма на Академији лепих уметности у Београду, Академији умјетности у Бањој Луци, Факултету уметности у Приштини, Факултету уметности у Нишу и Факултету за уметност и дизајн Мегатренд универзитета у Београду.
Члан је Савеза драмских уметника Србије (статус Истакнути уметник) и Удружења Књижевника Србије. Живи и ради у Београду.

## Награде и признања
- Вукова награда, Србија (2008) - награда за изузетан допринос развоју културе у Републици Србији и свесрпском културном простору.
- Бронзани витез, Русија (2006) - награда за сценарио и режију ТВ филма О штетности дувана
- Милош Црњански, Србија (2005) - награда за књигу путописа Позоришни меридијани
- Кочићево перо, Босна и Херцеговина (2000) - награда за књигу Телевизијски мејдан Симеуна Ђака
- Златни ковчежић, Бугарска (2000) - награда за режију ТВ филма Знакови
- Златни беочуг, Београд (1991) - награда за унапређење уметности и културе у Београду
- Њујоршка академија наука, САД (1983) - награда за позоришну представу Слушкиње Позоришта Дворишта
- Седам секретара СКОЈ-а, Хрватска (1978) - награда за позоришну представу Врати ми моје крпице

## Позоришне режије
Петар Зец је режирао сто позоришних представа широм Југославије и Србије.
- Ожалошћена породица (Б. Нушић), Плато кафе театар, Београд (2000)
- Избирачица (К. Трифковић), Култ театар, Београд (1999)
- Женидба (Н. В. Гогољ), Народно позориште, Бања Лука (1999)
- Женидба и удадба (Ј. С. Поповић), Народно позориште, Суботица (1997)
- Дон Жуан (Ж. Б. П. Молијер), Народно позориште, Београд (1995)
- Лисистрата (Аристофан), Сава центар, Београд (1993)
- Женски оркестар (Ж. Ануј), Дом културе студентски град, Београд (1989)
- Мара-Сад (П. Вајс), Позориште Двориште, Београд (1984)
- Мушица (А. Б. Руцанте), Позориште Двориште, Београд (1981)
- Сан летње ноћи (В. Шекспир), Позориште Двориште, Београд (1976)
- Ја, Франсоа (Ф. Вијон), Атеље 212, Београд (1975)

## Књижевна дела
- Сунце се рађа на Истоку, а и где би, Просвета, Београд (2011)[1]
- Отровани Балканом, Лагуна, Београд (2010)[2]
- Патриоти и љубавници, Мегатренд, Београд (2009)
- Патриоти и издајници, Плато, Београд (2008)
- Позориште Двориште, Плато, Београд (2006)
- Сезона Чехова, Дунав, Смедерево (2005)
- Позоришни меридијани, Плато Београд (2004)
- Телевизијски мејдан Симеуна Ђака, Задужбина Петар Кочић, Бања Лука (1999)
- Филмско-телевизијско читање Андрића, Плато, Београд (2002)
- Андрићеве маске, Апостроф, Београд (2001)
- Како сам режирао пакао, Просвета, Београд (1996)
- Андрићев театар сенки, Рад, Београд (1994)

## Филмографија
| Год.  | Назив               |
| ----- | ------------------- |
| 2004. | О штетности дувана  |
| 2000. | Суседи              |
| 1999. | Мејдан Симеуна Ђака |
| 1998. | Зла жена            |
| 1997. | Покондирена тиква   |
| 1995. | Знакови             |
| 1993. | Рај                 |
| 1992. | Злостављање         |
| 1981. | Усељење             |